# Renai Revolution 21
Singles de Morning Musume
I Wish
(2000) The Peace!
(2001)
Renai Revolution 21, ou Ren'ai Revolution 21 (恋愛レボリューション21, ren-ai reborûshon ni-ju ichi) est le 11e single du groupe Morning Musume. Le titre, qui signifie « Révolution de l'amour 21 » ("21" faisant référence au siècle), est en fait prononcé en anglais Love Revolution Twenty-One dans la chanson (Ren-ai équivalant à l'anglais Love).

## Présentation
Le single, écrit, composé et produit par Tsunku, sort le 13 décembre 2000 au Japon sur le label zetima, trois mois seulement après le précédent single du groupe, I Wish. Il atteint la 2e place du classement Oricon, et reste classé pendant 11 semaines, pour un total de 986 040 exemplaires vendus durant cette période ; bien qu'il n'atteigne pas cette fois la première place, il restera le quatrième single le plus vendu du groupe. Une version vinyle maxi 45 tours sort un mois plus tard en édition limitée, contenant en supplément une version instrumentale du titre en "face B", Inspiration!. C'est le dernier single du groupe avec Yuko Nakazawa, qui le quittera en avril suivant.
La chanson-titre du single, dans cette version originale chantée à dix, figurera uniquement sur le premier album compilation du groupe, Best! Morning Musume 1 qui sort un mois plus tard, ainsi que par la suite sur sa compilation de singles All Singles Complete de 2007. Sa version instrumentale figure aussi sur le single. Elle donne son nom à la tournée du groupe qui suit, Morning Musume Live Revolution 21 Haru. Elle sera réenregistrée en 2002 avec les nouvelles membres de la "5e génération" et sans Yuko Nakazawa pour figurer sur son quatrième album original, 4th Ikimasshoi!. Elle sera à nouveau ré-enregistrée en 2013 par la formation d'alors du groupe pour figurer sur son album compilation The Best! ~Updated~.
La chanson-titre sera reprise par les groupes féminins taiwanais 4 in Love (avec Rainie Yang) en 2001 et Ice Creamusume en 2009, et par l'actrice sud-coréenne Hyun Young en 2007. En 2009, elle est utilisée comme thème musical pour une publicité pour des nouilles de la marque Nissin. Elle est aussi utilisée dans les jeux vidéo de rythme Beatmania IIDX 18 Resort Anthem (en) de la série Beatmania IIDX en 2010 et Just Dance Wii en 2011.
La chanson en "face B" du single, Inspiration!, sert de thème musical à une émission de la NHK, ainsi qu'à la tournée japonaise du spectacle Saltimbanco du Cirque du Soleil. Inédite en album original, elle figurera finalement sur la compilation de "faces B" Morning Musume Zen Single Coupling Collection de 2009.

## Formation
Membres du groupe créditées sur le single :
- 1re génération : Yuko Nakazawa (dernier single), Kaori Iida, Natsumi Abe
- 2e génération : Kei Yasuda, Mari Yaguchi
- 3e génération : Maki Goto
- 4e génération : Rika Ishikawa, Hitomi Yoshizawa, Nozomi Tsuji, Ai Kago

## Titres
Toutes les chansons sont écrites et composées par Tsunku.
| 1. | Renai Revolution 21 (恋愛レボリューション21)                   | Dance Man       | 4:50 |
| 2. | Inspiration! (インスピレーション！)                            | Shunsuke Suzuki | 4:16 |
| 3. | Renai Revolution 21 (Instrumental) (恋愛レボリューション21...) | Dance Man       | 4:50 |

| A1. | Renai Revolution 21 (恋愛レボリューション21)                   | Dance Man       | 4:50 |
| A2. | Inspiration! (インスピレーション！)                            | Shunsuke Suzuki | 4:16 |
| B1. | Renai Revolution 21 (Instrumental) (恋愛レボリューション21...) | Dance Man       | 4:50 |
| B2. | Inspiration! (Instrumental) (インスピレーション！...)          | Shunsuke Suzuki | 4:16 |